# テロメラーゼ逆転写酵素
テロメラーゼ逆転写酵素（テロメラーゼぎゃくてんしゃこうそ、英: telomerase reverse transcriptase、略称: TERT、特にヒトのものはhTERTと略される）は、テロメラーゼの触媒サブユニットであり、テロメラーゼRNA構成要素（TERC）とともにテロメラーゼ複合体の重要なユニットを構成する。
テロメラーゼはRNA依存性ポリメラーゼのサブグループの1つであり、DNA鎖のテロメアを伸長する酵素である。通常、ヘイフリック限界に達した老化細胞は有糸分裂を終えアポトーシスが引き起こされるが、テロメラーゼの活性によってがん細胞でよく見られるような不死化が可能となる。TERTは、具体的には、染色体のテロメアの末端へTTAGGG配列のヌクレオチドの付加を触媒する。この反復DNA配列の付加によって、多数回複製を行った後の染色体末端の分解が防がれる。
hTERTの欠損（通常は染色体異常のため）は、Cri-du-chat症候群（猫なき症候群、5p欠失症候群）と関係している。

## 機能
テロメラーゼは、テロメアリピート配列TTAGGGを付加することによってテロメアの末端を維持する、リボヌクレオタンパク質からなるポリメラーゼである。酵素は、TERT遺伝子によってコードされる逆転写酵素活性を持つタンパク質構成要素と、テロメアリピートの鋳型として機能するRNA構成要素からなる。テロメラーゼの発現は細胞の老化に重要な役割を果たす。出生後の体細胞では通常テロメラーゼは抑制されており、テロメアの短縮が進行してゆく。マウスでの研究では、テロメアリピートのde novo合成は二本鎖切断部位で起こることから、テロメラーゼが染色体修復にも関与している可能性が示唆されている。テロメラーゼ逆転写酵素の選択的スプライシングによるアイソフォームが同定されているが、一部のバリアントの全長配列はまだ決定されていない。この遺伝子座での選択的スプライシングは、テロメラーゼ活性調節機構の1つであると考えられている。

## hTERTの調節
hTERTの遺伝子は5番染色体に位置しする35 kbにわたる配列で、16のエクソンと15のイントロンから構成される。hTERTのコアプロモーター領域には、翻訳開始部位の上流330塩基対とエクソン2の37塩基対が含まれる。hTERTのプロモーターはGCに富みTATAボックスやCAATボックスはみられないものの、転写因子の結合部位が多く含まれることから、さまざまな細胞状況に応じて複数の因子による高度な調節が行われていることが示唆される。hTERTを活性化する転写因子にはc-Myc、Sp1、HIF-1、AP2など多くのがん遺伝子が含まれる一方、p53、WT1、MEN1など多くのがん抑制遺伝子がhTERTの活性を抑制する。hTERTのアップレギュレーションの他の方法としてはプロモーター領域近傍のヒストンの脱メチル化によるものがあり、胚性幹細胞（ES細胞）で見られるトリメチル化ヒストンの低密度状態が模倣される。その結果、遺伝子の転写が行われるよう配列を巻き戻すためにヒストンアセチル化酵素がリクルートされる。
テロメラーゼの欠乏は多くの場合、加齢、がん、先天性角化異常症、Cri-du-chat症候群と関係している。一方、hTERTの過剰発現は多くの場合がんと腫瘍形成に関係している。hTERTの調節は幹細胞やがん細胞の維持に極めて重要であり、再生医学の分野でも複数の方法で利用されている。

## 幹細胞

### 幹細胞におけるhTERT
hTERTは、ES細胞と成体幹細胞を含む、迅速に分裂を行う細胞でアップレギュレーションされていることが多い。テロメラーゼは幹細胞のテロメアを伸長し、その結果幹細胞の寿命は延び、テロメアが短縮することなく無限に分裂することができるようになる。そのため、テロメラーゼは幹細胞の自己複製能を担っている。テロメラーゼは長いテロメアよりも短いテロメアを特異的に標的化することが判明しており、細胞内のさまざまな調節機構によって長いテロメアに対する親和性は低下している。この選択的な親和性によって、テロメアはその機能に十分な長さとなると同時に、異常なテロメアの伸長が起こらないよう細胞内のバランスが維持されている。
hTERTの発現の高さは、多くの場合ES細胞と成体幹細胞の多能性（pluripotencyやmultipotency）の指標として利用されている。hTERTの過剰発現は特定の細胞種を不死化するとともに、さまざまな幹細胞にさまざまな興味深い性質を付与することが知られている。

### 不死化
hTERTは培養中のさまざまな正常細胞を不死化し、幹細胞で見られる自己複製能を幹細胞以外の培養細胞にも与える。非幹細胞の不死化には複数の方法があるが、その1つがhTERTの誘導である。分化細胞は多くの場合hTERCとテロメラーゼの組み立てを助けるタンパク質TP1を発現しているが、hTERTは発現していない。したがって、hTERTが分化細胞でのテロメラーゼ活性の制限因子となっている。そのため、hTERTを過剰発現することで、活性型のテロメラーゼが分化細胞でも形成される。この手法は、通常in vitroで培養することが難しい、前立腺の上皮と間質に由来する細胞の不死化に利用されている。hTERTの誘導による不死化は、がん化につながる可能性がある、がん抑制遺伝子の不活性化を伴わないという、ウイルスタンパク質を用いた手法にはない利点がある。

### 幹細胞性の向上
幹細胞でのhTERTの過剰発現は、細胞の性質を変化させる。hTERTの過剰発現はヒトの間葉系幹細胞の幹細胞性を増大させる。間葉系幹細胞の発現プロファイルはES細胞に似た方向へ変化し、これらの細胞がES細胞に似た性質を持つように変化していることが示唆される。また、間葉系細胞の自発的な分化が低下することが観察されており、成体幹細胞の分化能力がテロメラーゼの活性に依存している可能性をが示唆される。そのため、hTERTの過剰発現によって、これはテロメラーゼ活性の増加と同義であるが、成体幹細胞の分化能の拡大、そしてそれに伴って治療法の拡大がもたらされる可能性がある。
幹細胞におけるテロメラーゼ活性の増加は幹細胞の内在的な性質の差異によって異なる影響を引き起こし、すべての幹細胞で幹細胞性の増加がみられるわけではない。例えば、CD34陽性臍帯血細胞でのhTERTの過剰発現はテロメラーゼ活性を増加させるが、これらの幹細胞で生存は向上するものの、増殖する集団の量の増大は見られない。

## 臨床的意義
テロメラーゼの発現調節の異常は発がんと関係している可能性がある。
ゲノムワイド関連解析からは、TERTは肺がんを含む多くのがんに発生に対する感受性遺伝子であることが示唆されている。

### がんにおける役割
テロメラーゼの活性は細胞の分裂可能回数と関係しており、がん細胞などの細胞系統の不死化に重要な役割を果たしている。テロメラーゼ酵素複合体は染色体DNAの末端へテロメアリピート配列を付加し、これによってがん細胞の不死化がもたらされる。事実、テロメラーゼの活性と悪性腫瘍やがん細胞との間には強い相関が存在する。がんの90%はテロメラーゼ活性の増加によって特徴づけられる。肺がんは、テロメラーゼとの関係が最もよく特徴づけられているがんである。ヒト初代線維芽細胞など一部の細胞株では大きなテロメラーゼ活性が存在しないため、30–50回の集団倍加の後に老化細胞となる。生殖細胞系統など自己複製を行う組織ではテロメラーゼ活性が上昇している。一方、通常の体細胞では検出可能なレベルのテロメラーゼ活性は見られない。テロメラーゼの触媒要素は逆転写酵素hTERTであり、RNA要素はhTERCである。hTERTの遺伝子はがんや腫瘍形成を研究する上で重要である。
hTERTの遺伝子の変異とがんとの関係が調べられており、200以上のhTERTの多型とがんの発生との関係が判明している。いくつかの異なるタイプのがん関係しており、多型とがんの発生との相関は弱いものから強いものまでさまざまである。がん細胞でのテロメラーゼの活性化の機構を明らかにするため、hTERTの調節機構の研究も行われている。hTERTのプロモーターの変異は悪性黒色腫で最初に同定され、その後、がんにおける最も一般的な非コード領域の変異であることが示された。GSK3は大部分のがん細胞で過剰発現しているようである。GSK3は転写因子のネットワークの制御によりプロモーターの活性化に関与している。レプチンはSTAT3や他のシグナル伝達因子を介してhTERTのmRNAの発現の増加に関与しており、肥満の人々でのがんの発生数の増加の機構として提唱されている。Rasシグナル伝達経路や他の転写調節因子など、他のいくつかの調節機構もがん細胞では変化していたり異常が生じたりしている。リン酸化は、mRNAの発現や細胞内局在を制御する転写後調節の主要な過程である。細胞内でのhTERTやテロメラーゼ活性の活性化や抑制を行う調節機構は多数存在しており、がん細胞での不死化の手段として利用されている。

### 治療標的としての可能性
テロメラーゼ活性の増加が悪性度と関係しているのならば、その触媒要素であるhTERTの阻害によって酵素活性を低下させ、細胞死を引き起こすことでがんを治療することができる可能性がある。正常細胞はTERTを発現していないため、がん細胞でのテロメラーゼ活性の阻害は、正常な細胞に影響を与えることなく老化とアポトーシスを引き起こすことができる。hTERTの優勢阻害型変異体は、細胞内のテロメラーゼ活性を低下させることが判明しており、短いテロメアを持つ細胞でのアポトーシスと細胞死という、がん治療に有望な結果が得られた。長いテロメアを持つ細胞ではアポトーシスは起こらないが、不死性は失われ、テロメアの短縮が起こるようになる。テロメラーゼの活性は、イソプレノイド、ゲニステイン、クルクミンなどのファイトケミカルによっても阻害される。これらの化学物質は、リン酸化のダウンレギュレーションによってmTOR経路を阻害する役割を果たす。mTOR経路はタンパク質合成の調節に非常に重要な経路であり、テロメラーゼとも相互作用してその発現を上昇させる。他のいくつかの化学物質もテロメラーゼ活性を阻害することが知られており、ヌクレオシドアナログ、レチノイン酸誘導体、キノロン系抗生物質、カテキン誘導体などが臨床的治療薬としての可能性の試験が行われている。テロメラーゼを阻害する分子遺伝学的な手法として、核酸医薬やRNAiによる治療も試みられている。
hTERTのペプチド断片は、in vitroでテロメラーゼ陽性腫瘍細胞に対する細胞傷害性T細胞の反応を誘導することが示されている。反応は樹状細胞によって媒介され、樹状細胞へのアデノウイルスによるhTERT発現プラスミドの形質導入後にhTERT関連抗原がMHCクラスIとクラスII受容体に提示される。樹状細胞はhTERTプラスミドが存在する限り、テロメラーゼ活性が検出できない場合でもテロメラーゼ関連抗原を提示することができる。テロメラーゼ陽性腫瘍細胞に対する免疫療法はがん研究の有望領域であり、in vitroとモデルマウスでの研究で有効性が示されている。

## 医療への示唆

### iPS細胞
人工多能性幹細胞（iPS細胞）は、4つの因子（Oct3/4、Sox2、Klf4、c-Myc）の導入によって幹細胞に似た状態へ再プログラムされた体細胞である。iPS細胞は無限に自己複製を行う能力を持ち、胚盤胞への注入や奇形腫の形成に利用すると3つの全ての胚葉になることができる。
初期のiPS細胞系統は効率的でなく、幹細胞に似た状態への再プログラムに成功する体細胞は最大で5%であった。不死化された体細胞（hTERTがアップレギュレーションされた分化細胞）を利用することで、不死化されていない細胞を利用した場合と比較してiPS細胞への再プログラムは20倍増加した。
ヒトiPS細胞におけるhTERTすなわちテロメラーゼの再活性化は、不死化されていない細胞を用いた際の多能性とES細胞様状態への再プログラムの指標として利用されている。再プログラムされた細胞のうち十分なレベルのhTERTを発現していないものは、テロメアの長さに依存して何回か複製を行った後、幹細胞に似た分化能力を維持しながら静止期へ移行する。TERTの再活性化は4つの因子のうち3つだけで行うことができる。具体的には、Oct3/4、Sox2、Klf4は必須であるが、c-Mycは必須ではない。しかし、この研究はc-Mycが内在性レベルで発現している細胞を用いて行われており、再プログラムにはc-Mycが必要であるが内在性発現レベルで十分であるという可能性もある。
健康な成体細胞がiPS細胞へ再プログラムされた際には、テロメアが伸長し、ES細胞に似たエピジェネティックな特徴を獲得する。その特徴の一部としては、テロメアにおけるH3K9とH4K20がトリメチル化されたヒストン密度の低さ、TERT転写産物とタンパク質活性の増加が挙げられる。TERTと関連したテロメラーゼの回復がない場合、iPS細胞の効率は劇的に低下する。iPS細胞は自己複製能力を失い、最終的には老化する。
先天性角化異常症（DKC）の患者は、テロメアの維持に欠陥があり、幹細胞の再生に問題が生じていることで特徴づけられる。TERT遺伝子にヘテロ接合型変異が生じているDKC患者に由来するiPS細胞は、野生型のiPS細胞と比較してテロメラーゼ活性は50%低下している。逆に、TERC（テロメラーゼのRNA構成要素）の遺伝子の変異は、TERT遺伝子が完全で機能的である限り、再プログラミングによるアップレギュレーションによって抑圧される。ジスケリン（DKC1）の遺伝子に変異が生じている患者に由来するiPS細胞は、hTERT/RNA複合体を組み立てることができず、そのため機能的なテロメラーゼは存在しない。
再プログラムされたiPS細胞の機能性と効率は、細胞のテロメラーゼ複合体の再活性化、そして自己再生のためのテロメア伸長の能力によって決定される。hTERTはテロメラーゼ複合体の主要な制限因子であり、hTERTの欠乏はテロメラーゼ活性を阻害し、テロメア欠損障害に対するiPS細胞による治療の妨げとなる。

### アンドロゲン療法
機構は完全には解明されていないものの、TERTが欠乏した造血細胞はアンドロゲンに曝露することによってTERT活性が上昇する。DKCの患者のようにTERTにヘテロ接合型変異を持ちTERTの基底レベルが低い細胞では、正常細胞に匹敵するレベルにまで回復する場合がある。アンドロゲンへの曝露によってTERTのmRNAのレベルも上昇している。アンドロゲン療法は、DKCや他のテロメラーゼ欠乏障害と関連した、骨髄変性や血中細胞数の減少などの循環系の病態の治療に適した手法となる可能性がある。

### 加齢
生物が加齢し細胞が増殖するにつれて、テロメアは複製のたびに短くなっていく。特定の細胞系統へと限定された細胞は、老化が起こるまでにテロメアの長さによって定められた回数しか分裂を行うことができない。テロメアの欠損やキャップ構造の除去は、前駆細胞が静止期へ移行し分化を行うことができなくなるため、器官の変性、欠陥、線維化と関連付けられている。TERT欠乏マウスモデルにおいて、複数の器官の静止細胞集団でTERT遺伝子の再活性化を行うと、テロメラーゼ活性が再活性化され、細胞の分化能力が回復することが示されている。TERTの再活性化は、細胞周期チェックポイントと関係したDNA損傷シグナルをダウンレギュレーションし、増殖を可能にするとともに変性表現型を消失させる。他の研究では、TERT遺伝子を改変アデノ随伴ウイルスを用いて健康な1年齢マウスへ導入すると、寿命が24%延長し、がんの増加は見られないことが示されている。

### エピジェネティックな加齢との関係
Epigenetic clock（エピジェネティックな時計）と呼ばれる加齢の分子マーカーによると、白血球での長いテロメア長と関係したTERT遺伝子座の遺伝的変異は、逆説的ではあるが、血中でのエピジェネティックな加齢の進行の加速と関係している。同様に、ヒトの線維芽細胞でのTERTの発現はエピジェネティックな加齢を停止させることはない。

### 遺伝子治療
hTERTの遺伝子は、腫瘍細胞で発現しているが成人の体細胞では発現していないため、がんに関する遺伝子治療の主要な焦点となっている。1つの手法としては、hTERTのmRNAに相補的な配列を持つsiRNAによって転写後のプロセシングを防ぎ、hTERTの翻訳を防ぐ方法がある。この手法はテロメラーゼ活性を完全に消失させることはできないが、細胞質でのhTERTの活性とmRNAレベルを低下させる。こうしたhTERTのアンチセンス配列と、アデノウイルスによるPTENなどのがん抑制遺伝子プラスミドの導入を併用することで、in vitroでは高い成功率が得られている。
他の手法としては、腫瘍細胞でhTERTのプロモーターを操作してアポトーシスを誘導する方法が研究されている。この手法では、hTERTのプロモーター下に特定のタンパク質をコードする遺伝子を配置したプラスミドDNAが用いられる。hTERTプロモーター下のタンパク質としては、毒素、アポトーシス因子、ウイルスタンパク質が利用される。ジフテリアトキシンなどの毒素は細胞過程に干渉し、最終的にはアポトーシスを誘導する。アポトーシス因子としては、FADDなどがhTERT発現細胞での強制的なアポトーシス誘導に利用される。チミジンキナーゼなどのウイルスタンパク質は、薬剤の特異的な標的化のために利用される。こうしたウイルス酵素によってのみ活性化されるプロドラッグを投与することで、hTERTを発現している細胞への特異的な標的化が達成される。hTERTのプロモーターを利用することでhTERTを発現している細胞だけが影響を受けることとなるため、腫瘍細胞特異的な標的化が可能となる。
がんの治療の他に、hTERTの遺伝子は毛包の成長の促進にも利用される。治療法を模式的に示したアニメーションを下に示す。

## 相互作用
TERTは次に挙げる因子と相互作用することが示されている。
- HSP90AA1[51][52]
- Ku70[53]
- Ku80[53]
- MCRS1（英語版）[54]
- ヌクレオリン（英語版）[55]
- PINX1（英語版）[56]
- YWHAQ（英語版）[57]
- PAWR（英語版）[58]

## 関連文献
- “Emerging roles for telomerase in regulating cell differentiation and survival: a neuroscientist's perspective”. Mechanisms of Ageing and Development 122 (7):  659–71. (May 2001). doi:10.1016/S0047-6374(01)00221-4. PMID 11322991.
- “[Telomerase: an enzyme with multiple applications in cancer research]”. Revista De Investigacion Clinica; Organo Del Hospital De Enfermedades De La Nutricion 54 (4):  342–8. (2003). PMID 12415959.
- “On the road to immortality: hTERT upregulation in cancer cells”. FEBS Letters 564 (1-2):  9–13. (April 2004). doi:10.1016/S0014-5793(04)00356-4. PMID 15094035.
- “Telomerase unplugged”. ACS Chemical Biology 2 (3):  155–8. (March 2007). doi:10.1021/cb700037c. PMID 17373762.
- “Soothing the watchman: telomerase reduces the p53-dependent cellular stress response”. Cell Cycle 6 (11):  1284–7. (June 2007). doi:10.4161/cc.6.11.4298. PMID 17534147.
- “Telomerase: a crucial player in HTLV-I-induced human T-cell leukemia”. Cancer Genomics & Proteomics 4 (1):  21–5. (2007). PMID 17726237.